# Тифенбах (Горњи Палатинат)
Тифенбах (њем. Tiefenbach) град је у њемачкој савезној држави Баварска. Једно је од 38 општинских средишта округа Кам. Према процјени из 2010. у граду је живјело 2.122 становника. Посједује регионалну шифру (AGS) 9372163.

## Географски и демографски подаци
Тифенбах се налази у савезној држави Баварска у округу Кам. Град се налази на надморској висини од 527 метара. Површина општине износи 45,8 km². У самом граду је, према процјени из 2010. године, живјело 2.122 становника. Просјечна густина становништва износи 46 становника/km².